# Димка
Димката е средство за одимяване на някакъв район с цел забавление, прогонване на насекоми или на хора и прикриване на хора или обекти. В зависимост от начина си на производство и целите си димките могат да бъдат аматьорски, използвани от децата за развлечение или от футболните агитки за създаване на атмосфера на стадионите и за показване на радост при отбелязване на гол, или военни, използвани от военните за създаване на димни завеси и прикриване на някакви обекти или хора на полесражението. Понякога и военни димки се използват и от агитките на стадионите.